# Врх
Врх је највиши део планине, масива или гребена неког планинског венца. Може бити оштар, заобљен или купастог облика. 

## Највиши планински врхови
Највиши планински врх Азије и на целом свету је Монт Еверест са висином од 8.848 m. У Европи је то Елбрус са 5.642 m, односно по неким ауторима Мон Блан (4.807 m). Највиша тачка Африке је на планини Килиманџаро — врх Ухуру, висине 5.895 метара. На Антарктику је највиша кота забележена на Винсоновој планини — врх Винсон (4.892 m). Највиши врх Северне Америке је Макинли са 6.194 m, а Јужне Америке — Аконкагва са 6.959 m. Најистакнутија тачка Аустралије је Кошћушко са 2.228 m), а Океаније је Џаја на острву Нова Гвинеја са 5.040 m.